# Kils AIK FK
Kils AIK Fotboll är en svensk fotbollsförening från Kil i Värmland. Klubben bildades 1924. 
IF Elfsborgs Per Frick har Kils AIK FK som moderklubb. Oskar Persson är Kils bästa/mesta bänkvärmare.